# Cima de Gagela
Cima de Gagela är en bergstopp i Schweiz.   Den ligger i regionen Moesa och kantonen Graubünden, i den sydöstra delen av landet, 150 km öster om huvudstaden Bern. Toppen på Cima de Gagela är 2 805 meter över havet, eller 1 515 meter över den omgivande terrängen. Bredden vid basen är 15,7 km.
Terrängen runt Cima de Gagela är huvudsakligen mycket bergig. Närmaste större samhälle är Biasca, 15,9 km väster om Cima de Gagela. 
I omgivningarna runt Cima de Gagela växer i huvudsak blandskog. Runt Cima de Gagela är det mycket glesbefolkat, med 7 invånare per kvadratkilometer.